# Josef Schütz (KZ-Aufseher)
Josef Schütz (* 16. November 1920 in Mariampol; † 11. April 2023 in Brandenburg an der Havel) war von 1942 bis 1945 Wachmann im KZ Sachsenhausen und wurde dafür rund 75 Jahre später bereits hundertjährig angeklagt. 

## Leben

### Herkunft
Josef Schütz wuchs mit sieben Geschwistern am Rande der Großstadt Mariampol (heute Marijampolė) in Litauen auf. Seine Eltern waren beruflich viele Jahre lang in der Landwirtschaft tätig. Nach seinem Schulabschluss absolvierte er eine Ausbildung zum Landwirt.

### Zweiter Weltkrieg
Im Jahr 1939 meldete er sich freiwillig zum Reichsarbeitsdienst. Im Zweiten Weltkrieg diente er bis Ende des Jahres 1941 als Soldat bei der Wehrmacht an der Ostfront, zuletzt in Polen. Von Januar 1942 bis Februar 1945 gehörte er zur Wachmannschaft im Konzentrationslager Sachsenhausen.
Über seine berufliche Tätigkeit in der DDR ist nichts bekannt.

### Anklage und Prozess
Im Jahr 2019 nahm die für den Tatort, das KZ Sachsenhausen, zuständige Staatsanwaltschaft Neuruppin die Ermittlungen gegen Schütz auf und erhob 2021 Anklage wegen Beihilfe zum Mord und versuchten Mord in genau 3518 Fällen. 
Die Hauptverhandlung fand vom 7. Oktober 2021 bis zum 28. Juni 2022 vor dem Landgericht Neuruppin statt. Sie musste mehrmals unterbrochen werden, weil Schütz aufgrund einer schweren Erkrankung nicht verhandlungsfähig war. Am 28. Juni 2022 wurde er wegen Beihilfe zum Mord in Tateinheit mit Beihilfe zum versuchten Mord zu fünf Jahren Freiheitsstrafe verurteilt.
Dagegen legte er mit der Rüge der Verletzung materiellen Rechts Revision zum Bundesgerichtshof ein. Dadurch wurde für die Abfassung des schriftlichen Urteils eine Frist bis zum 27. September 2022 in Lauf gesetzt. Die Akten gingen am 13. Februar 2023 beim Bundesgerichtshof ein. Dieser stellte das Verfahren mit Beschluss vom 3. Mai 2023 ein, weil der Angeklagte am 11. April 2023 verstorben war, was das angefochtene Urteil ohne weiteres gegenstandslos gemacht hatte. Die Gerichtskosten des Verfahrens trägt danach die Staatskasse. Der Beschluss des Bundesgerichtshofes sah jedoch nach § 467 Abs. 3 Satz 2 Nr. 2 StPO davon ab, der Staatskasse auch die notwendigen Auslagen des Angeklagten aufzuerlegen, und begründete das damit, dass „das Rechtsmittel des Angeklagten - ohne das Verfahrenshindernis - erfolglos geblieben“ und „der Schuldspruch in Rechtskraft erwachsen wäre“:

„Der Angeklagte, der vom 20. Januar 1942 bis zum 18. Februar 1945 als Wachmann im Konzentrationslager Sachsenhausen eingesetzt war, wird nur deshalb nicht rechtskräftig verurteilt, weil mit seinem Tod ein Verfahrenshindernis eingetreten ist. Nach den vom Bundesgerichtshof entwickelten Grundsätzen zur rechtlichen Bewertung der durch das nationalsozialistische Deutschland in Konzentrationslagern begangenen Mordtaten unter dem Gesichtspunkt der Beihilfe […] hätte zumindest die Verurteilung des Angeklagten wegen Beihilfe zum Mord (§§ 211, 27 Abs. 1 StGB) revisionsgerichtlicher Überprüfung standgehalten. Das gilt jedenfalls hinsichtlich der dem Angeklagten insoweit vom Landgericht zugerechneten Tötung von mindestens 300 sowjetischen Kriegsgefangenen im Rahmen der von Juli bis September 1942 durchgeführten ‚Aktion 14 f 14‘ und der Tötung von mindestens 2.600 Lagerinsassen bei der ‚Aktion Alarmstufe Scharnhorst‘ in der ersten Februarhälfte des Jahres 1945 unmittelbar vor der Räumung des Konzentrationslagers. […] Das Rechtsmittel des Angeklagten wäre – allenfalls mit Ausnahme einer geringfügigen Korrektur des Schuldspruchs im Hinblick auf das tateinheitlich abgeurteilte Delikt – erfolglos geblieben. Diese Feststellung ist dem Senat im Revisionsverfahren, zumal nach Ablauf sämtlicher Stellungnahmefristen, ohne Verstoß gegen die Unschuldsvermutung aus Art. 6 Abs. 2 EMRK möglich […]. Gerade mit Blick auf das Tatbild würde es auf Unverständnis stoßen, den Angeklagten von seinen notwendigen Auslagen freizustellen. […] Die Nebenkläger tragen ihre notwendigen Auslagen selbst. Dies folgt aus § 472 Abs. 1 und 2 StPO, der die Überbürdung der Kosten auf den Angeklagten nur bei seiner Verurteilung oder einer Einstellung nach den §§ 153 ff. StPO erlaubt [...].“